# Bill Foster (personaggio)
William Barrett Foster, più noto come Bill Foster, è un personaggio dei fumetti creato da Stan Lee (testi) e Don Heck (disegni) nel 1966, pubblicato dalla Marvel Comics. La sua prima apparizione è in The Avengers (vol. 1) n. 32 (settembre 1966).

## Storia editoriale
Dopo l'esordio in The Avengers (prima serie) n. 32, Foster compare come Golia Nero in Luke Cage, Power Man n. 24 (aprile 1974), scritto da Tony Isabella e disegnato da George Tuska.
Dopo la seconda apparizione, la storia di Golia Nero a fumetti continua in soli 5 numeri (1976, bimestrale), realizzati da Tony Isabella e Chris Claremont (testi) e George Tuska, Rich Buckler, Don Heck e Keith Pollard (disegni).
La terza incarnazione di Foster è nei panni di Giant Man II (Giant Man I era Henry Pym), che appare la prima volta in Marvel Two-in-One n. 55 (settembre 1979), di Mark Gruenwald e Ralph Macchio (testi) e John Byrne (disegni), durante la saga del Progetto Pegasus, in cui incontra la Cosa.
L'ultima metamorfosi, come Golia IV, avviene in Thing (seconda serie) n. 1 (giugno 2006), creato da Dan Slott (testi) e Andrea Divito (disegni).
Questo personaggio è apparso nelle pagine dei fumetti: The Avengers, The Champions, Marvel Two-in-One, The Defenders, Marvel Super-Heroes (terza serie), Marvel Comics Presents, West Coast Avengers e Civil War.

## Biografia del personaggio
Dopo essere cresciuto nel ghetto di Watts (Los Angeles) ed aver servito nell'esercito nel sud-est asiatico, William Foster riuscì a laurearsi in biochimica e ad avviare una brillante carriera alle Stark Industries.
In nome della sua scalata al successo, però, egli sacrificò il suo rapporto con la moglie, Claire Temple, dalla quale finì col divorziare. La sua abilità con la chimica lo portò a collaborare con i Vendicatori, prima per trovare una cura per Henry Pym, trasformatosi in un gigante di almeno tre metri, e successivamente in molti altri frangenti.
Ritornato alle Stark Industries, nella sede di Los Angeles, Foster decise di proseguire le ricerche di Henry Pym sintetizzando una molecola della crescita che non presentava, però, effetti collaterali.
Per riconquistare la moglie, le scrisse una lettera rivelandole la sua scoperta ma facendole anche credere di non riuscire più a ritornare alle dimensioni normali e di dover lavorare in un circo per finanziare le proprie ricerche. Claire si recò da lui al circo per cercare di aiutarlo e lì lo trovò con indosso un costume e con il soprannome di Golia Nero. La donna era stata però seguita dal suo fidanzato Luke Cage (che in seguito divenne l'eroe Power Man): i due uomini inizialmente si affrontarono ma dovettero poi trovare un'intesa per sconfiggere insieme Ringmaster e il Circo del Crimine, a cui Foster si era unito inconsapevolmente. Infine, Claire decise di rimanere con Cage e Foster ritornò a Los Angeles, dove, con l'appoggio dei Vendicatori, continuò ad indossare il suo costume per combattere il crimine.
Il suo primo scontro fu con Atom-Smasher il quale, prima di essere ucciso dal proprio fratello (che mirava a diventare il nuovo Atom-Smasher), riuscì a colpire Foster con delle radiazioni che ebbero pesanti conseguenze: non solo egli trovò sempre più difficoltoso cambiare dimensioni, ma occasionalmente perdeva anche i sensi. Nonostante questo, mentre cercava invano di eliminare gli effetti delle radiazioni, proseguì la sua lotta al male, cambiando il proprio nome in Giant-Man; riuscì a sconfiggere diversi criminali, come Vulcan, Stilt-Man, Hijacker e Nth Man. Infine con l'aiuto della Cosa e della Donna Ragno riuscì anche ad avere la meglio sul nuovo Atom-Smasher.
Ha anche collaborato con Occhio di Falco quando era a capo dei Vendicatori della Costa Ovest, ma ben presto però si limitò a far da riserva e da consulente scientifico. Convinto di avere ormai perso per sempre i propri superpoteri, Foster ritornò a lavorare come semplice biochimico, aiutando solo in tale veste sporadicamente i Vendicatori. Mentre stava lavorando per l'Alto Evoluzionario in Antartide, scoprì un piano del gruppo per trasformare tutti gli esseri umani in mutanti e riuscì ad avvisare i Vendicatori. Durante lo scontro, Foster ingerì un composto chimico che eliminò gli effetti residui delle radiazioni e lo trasformò di nuovo in Giant-Man.

### Civil War
In seguito Foster collaborò ancora con i Vendicatori e con Henry Pym, cambiando il suo nome di battaglia di nuovo in Golia Nero e poi in Golia, quando si unisce ai Vendicatori Segreti di Capitan America. Fu infine ucciso da un clone di Thor, durante dei tafferugli con coloro che sostenevano l'Atto di Registrazione dei Superumani promosso dal governo statunitense.
La sua morte sarà un evento decisivo nel corso della guerra che segnerà non poco gli eroi delle due fazioni, spingendo alcuni di essi a cambiare schieramento: la Donna invisibile, la Torcia Umana e l'Uomo Ragno passarono dalla parte di Capitan America, mentre Stature e Nighthawk decisero di registrarsi.
Viene seppellito nelle dimensioni di gigante da Tony Stark, che pur da avversario gli fa avere gli onori di un eroe.

### Marvel Zombi
Ancora sconosciuto lo zombi che lo ha infettato. Golia Nero Zombi viene visto mentre attacca il Castello di Destino a Latveria. Muore a causa di alcuni esplosivi piazzati tra le rovine di Latveria.

### World War Hulk
Bill aveva un nipote di nome Tom che, durante World War Hulk, ha manifestato solidarietà verso il gigante verde vittima, secondo lui, delle manipolazioni di Stark proprio come suo zio. Tom Foster, impadronitosi di un campione di Particelle Pym, diventa ben presto il nuovo Golia Nero.

## Altri media

### Marvel Cinematic Universe
Bill Foster compare all'interno del Marvel Cinematic Universe, interpretato da Laurence Fishburne e doppiato da Massimo Corvo.
- Il personaggio compare per la prima volta come antagonista terziario nel film del Marvel Cinematic Universe Ant-Man and the Wasp (2018), interpretato da Laurence Fishburne. Nel lungometraggio cinematografico è un professore universitario ex-socio di Hank Pym. Non possiede nessuna tuta personalizzata che consente di modificare le dimensioni, ma negli anni '80 insieme ad Hank e Janet van Dyne, riesce a crescere di 6,50 m grazie al progetto sperimentale G.O.L.I.A. stanziato dallo S.H.I.E.L.D. che prevedeva la creazione e lo sviluppo di quella che sarebbe divenuta la particella Pym. In seguito ad incidente di laboratorio, aiuta Ava Starr, alias Ghost, tentando di curarla con energia quantica.
- Bill Foster compare anche nella seconda stagione della prima serie animata dell'MCU What If...? (2021), dove in un universo alternativo avrà il suo alias, Golia. Inoltre, compare anche nel terzo episodio della terza stagione.
- Il personaggio ricomparirà nuovamente nel film Thunderbolts* (2025).

### Televisione
Bill Foster è comparso nella serie animata Moon Girl e Devil Dinosaur.

### Videogiochi
Bill Foster compare in:
- Marvel: La Grande Alleanza
- Marvel: La Grande Alleanza 2
- Marvel Super Hero Squad Online
- Marvel Future Fight
- LEGO Marvel's Avengers
- Marvel Avengers Academy